# كنيسة الإيمان
كنيسة الإيمان أو مجمع الإيمان هو مجمع تأسس في مصر عام 1905 ورئيسه الحالي هو القس أستيفن سعيد إبراهيم بميدان فيكتوريا شبرا شارع عبد الوهاب زيدان.
وقد ازدادت عدد كنائس مجمع الإيمان في الفترة الأخيرة حيث أنها دخلت لمحافظات جديدة حيث وصل عددها إلى عدد كنائس الإيمان وصل إلي ما يقرب من 60 كنيسة، كما وقام المجمع بعقد مؤتمرات كثيرة على نطاق واسع. ولها كُلية مُعتمدة بالمجلس الملى الإنجيلى

## الرعاة الحاليين
| * القس أستيفن سعيد إبراهيم - القس سعيد إبراهيم - القس حربي متي - القس إبراهيم فرح - القس عادل مسعود - القس عوض فليمون - القس أليعازر رشدي - القس ناجي فوزي - القس أمجد عطا - القس بشري سعد - القس حنا أيوب | - القس مجدي خير - القس يوسف سليمان - القس إميل سعيد - القس ليشع موريس - القس إيهاب فوزى - القس سامي عدلي - القس إسحق داود - القس نبيل منير - القس سمير فؤاد - القس يوحنا جرجس | - القس وصفي صبحي - القس صبحي سعد - القس عزيز جاد الرب - القس عزت جرجس - القس جورج زكريا - القس عبده موريس - القس ظريف فاروق - القس شوكت قزمان - القس هاني كرم - القس إستيفن سعيد | - القس مايكل ثروت - القس عاطف فاروق - القس مدحت رؤوف - القس بولس جودة - القس ماجد سمير - القس صموئيل صُبحى - القس صموئيل إبراهيم - القس رضا رؤوف - القس مؤمن دميان - القس ليشع فوزى - القس فريز فرنسيس |

## الرعاة الراحلين
| - القس فائق برسوم - القس بشاى - القس مسعد سوريال - القس أخنوخ عيسى | - القس جرجس اسكندر - القس وديع شفيق - القس فوزي ملونه - القس فوزي إبراهيم | - القس إميل مسعود - القس شكري رزق الله - القس عبد الفادى داود - القس فكري ناصف | - القس ميلاد برسوم - القس جاب الله جيد - القس مُحب كامل |

## رعاة يعيشون خارج مصر
هناك قساوسة خدموا بالمجمع ويعيشون حاليًا خارج مصر وهم
- القس فهيم إسكندر
- القس برتى رزق الله
- القس إبراهيم عجايبى
- القس سمير ويليام
- القس امجد عطا

## رؤساء المجمع السابقين
1. القس وديع شفيق
2. القس فوزي إبراهيم
3. القس الدكتور القس سعيد إبراهيم
4. الرئيس الحالي القس الدكتور استيفن سعيد ابراهيم